# 2108 Otto Schmidt
2108 Otto Schmidt (1948 TR1) là một tiểu hành tinh vành đai chính được phát hiện ngày 4 tháng 10 năm 1948 bởi P. F. Shajn ở Simeis.